# 수보드 굽타
수보드 굽타(Subodh Gupta)는 뉴델리에 거주하는 현대예술가이다. 인도 가정에서 쓰이는 스테인레스 스틸 부엌용품, 힌두교 문화를 반영하는 소 배설물, 성물을 작품의 소재로 활용한다. 작품의 형태는 조각, 설치, 회화, 사진, 공연 및 비디오로 다양하다.

## 생애

### 유년시절
수보드 굽타는 인도 바하르에 있는 카구알이라는 도시에서 1964년 태어났다. 철도 경비원이었던 아버지는 굽타가 12살인 40대 초반 사망했고, 가난으로 어머니와 잠시 떨어져 지내야했던 굽타는 생계를 위해 카구알의 작은 극단에 들어가 배우로 일한다. 그는 연극을 위한 포스터를 디자인하기도 했는데, 예술분야로 전향하는 계기가 되었다.
굽타의 고향 바하르는 불교의 발원지이지만 카스트문화가 강력하게 자리잡고 있으며, 관련 범죄로 악명이 높다. 빈곤층이었던 굽타의 가정은 다른 인도 가정과 같이 아버지와 아들이 먹다 남긴 음식을 어머니가 먹었는데, 굽타는 이를 불합리한 문화로 보고 2013년 관련작업 <Untitled>을 만들었다.

### 1989~
1983년부터 1988년에는 파트나 예술공예 대학에서 공부하며 신문사에서 삽화가로 아르바이트를 했다. 졸업 후 24세에 뉴델리로 이사해 작품활동을 지속했다.
초기에는 예술가로서 유명세를 얻지는 못했으나, 1999년 후쿠오카시 미술관에서 열린 후쿠오카 아시아 미술 트리엔날레와 2000년 광주 비엔날레에 참여하면서 전환점을 맞이한다. 이 시기 젊은 예술가와 실험적인 예술작품을 소개하는 단체인 델리의 코즈 스튜디오(Khoj Studios)와 인연을 맺게 되면서 경력을 쌓게 된다. 

## 작품
수보드 굽타는 주로 가정 주방용 스테인리스 기구를 재료로 활용한다. 겉으로는 빛나고 매력적인 모습을 보이지만 안은 비어있는 시각적인 모순을 활용하는데, 한편으로는 너무 풍족하지만, 반대편에는 극심한 빈곤을 겪는 인도의 현 상황, 전 세계의 양상을 비유한 것이다. 그 외에도 유년시절의 추억, 인도의 문화를 반영하는 재료들을 활용한다.

### 주요작품

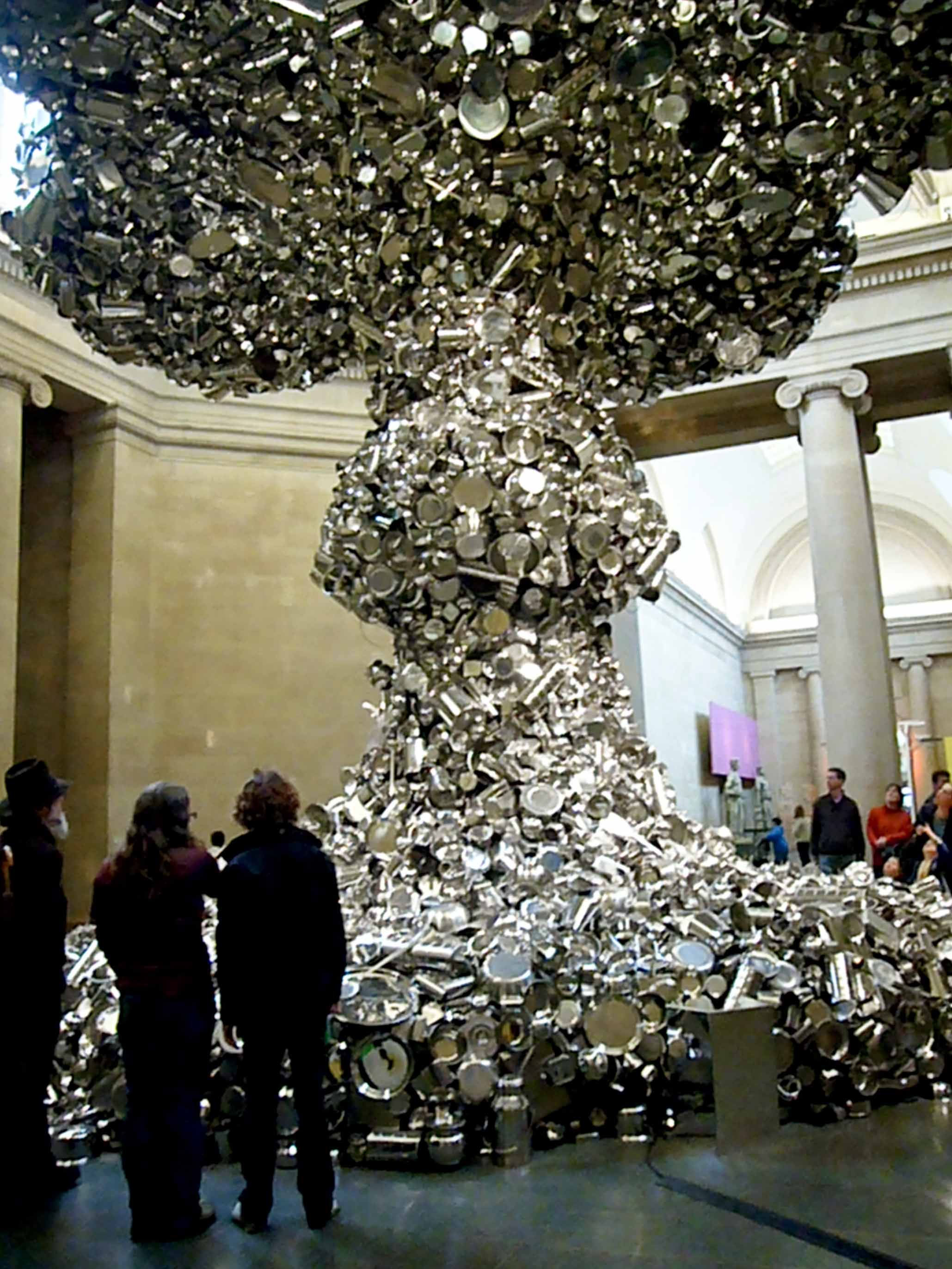
Line of Control
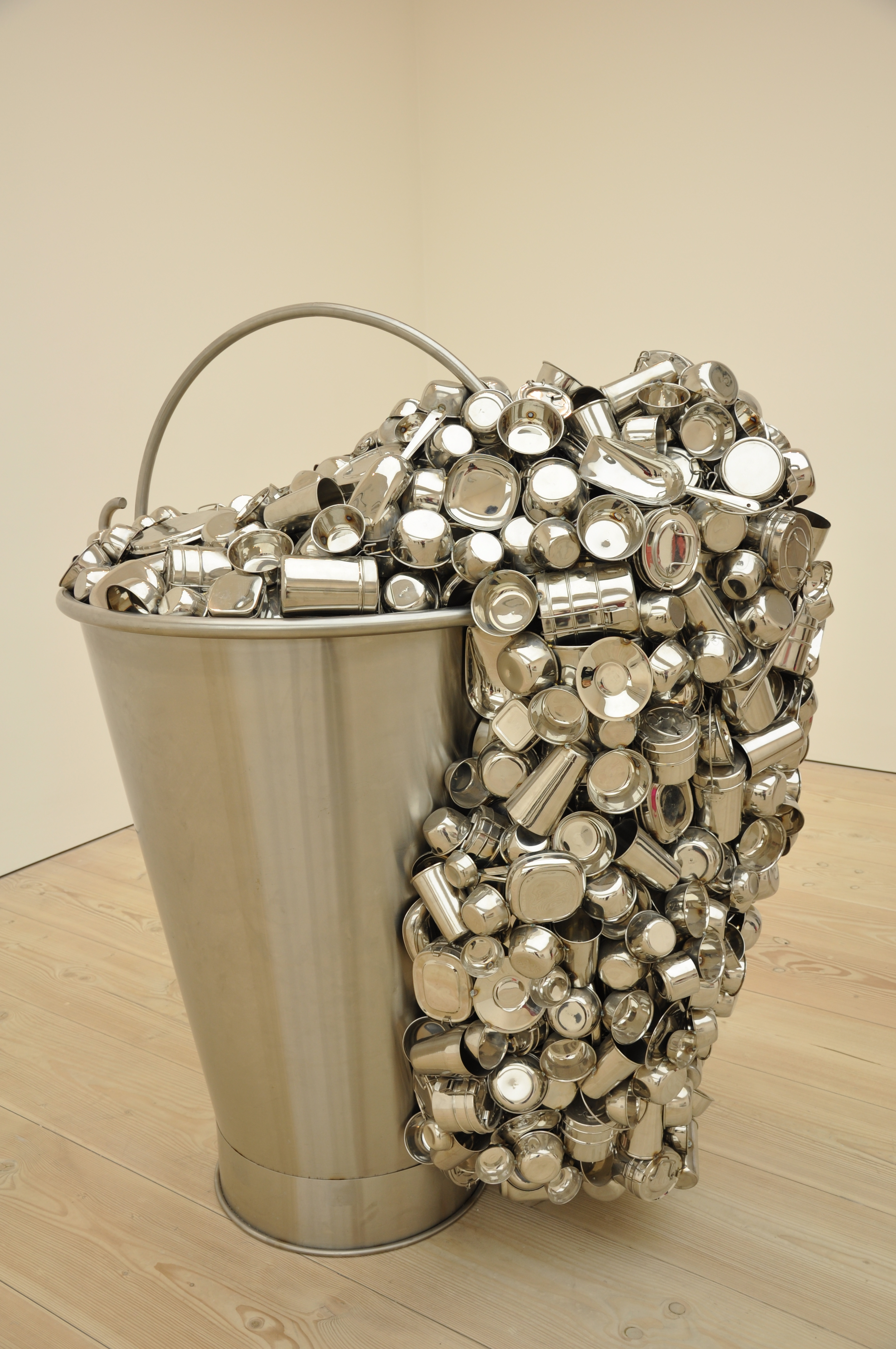
Spill
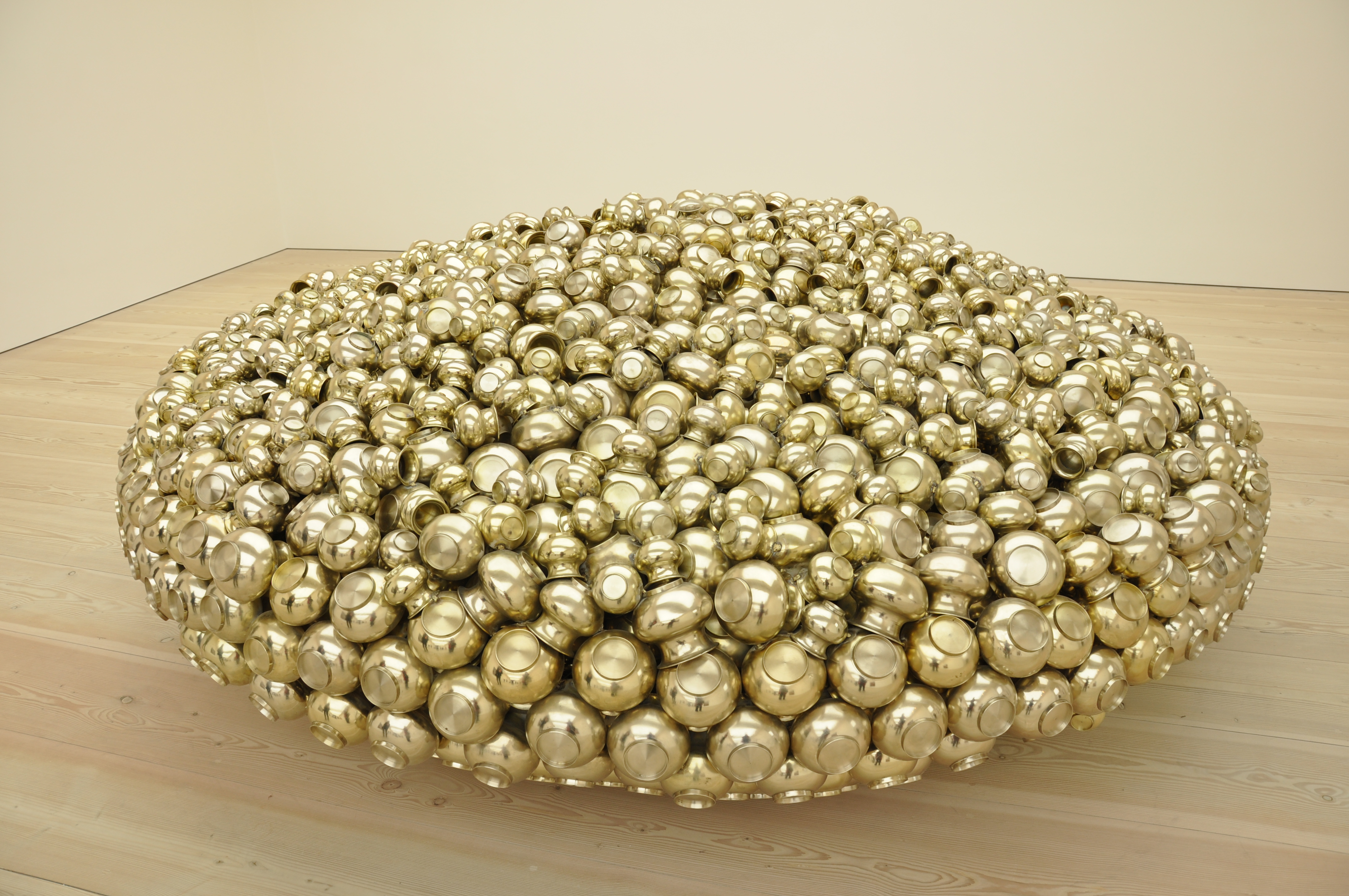
U.F.O
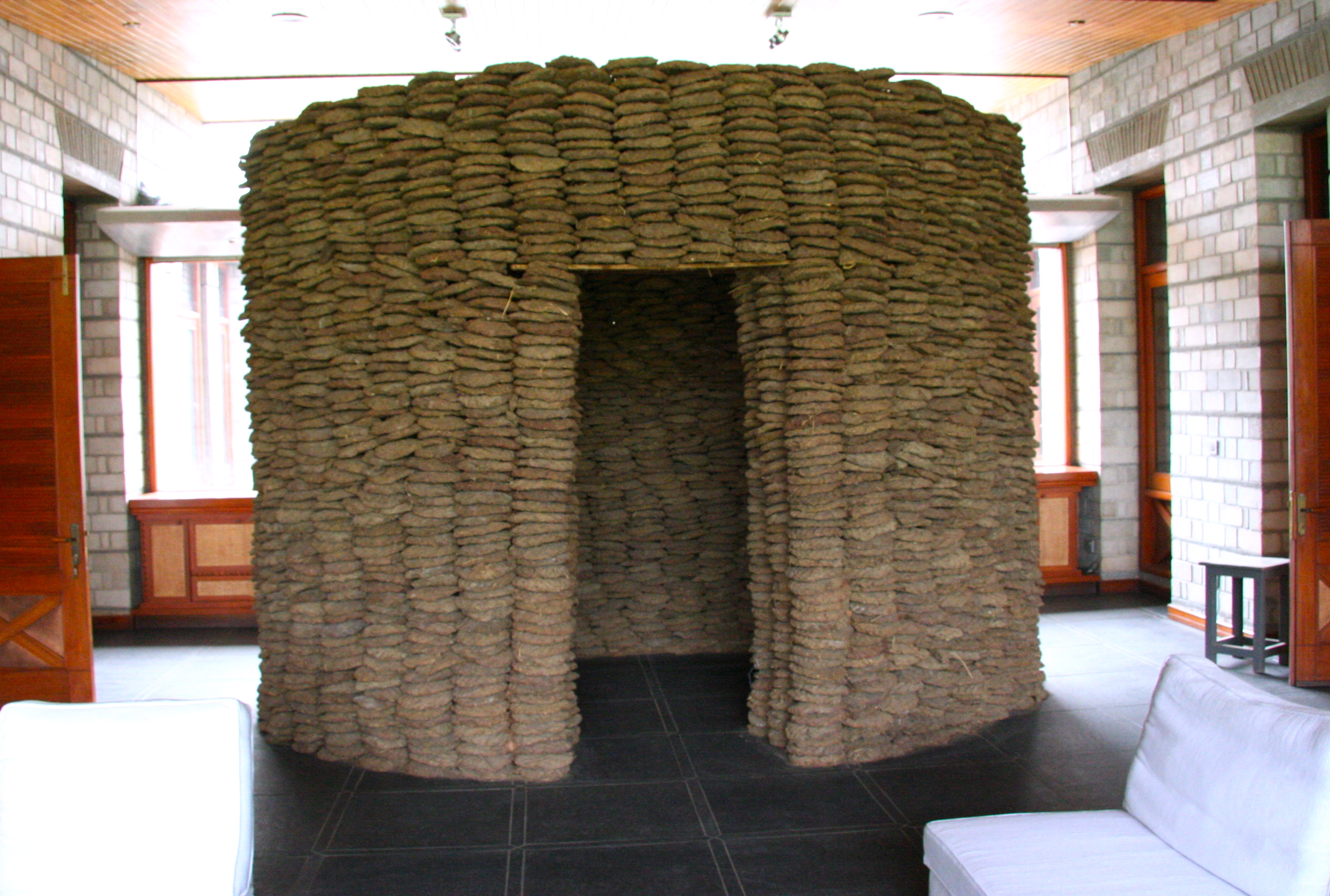
My Mother and Me, 1997
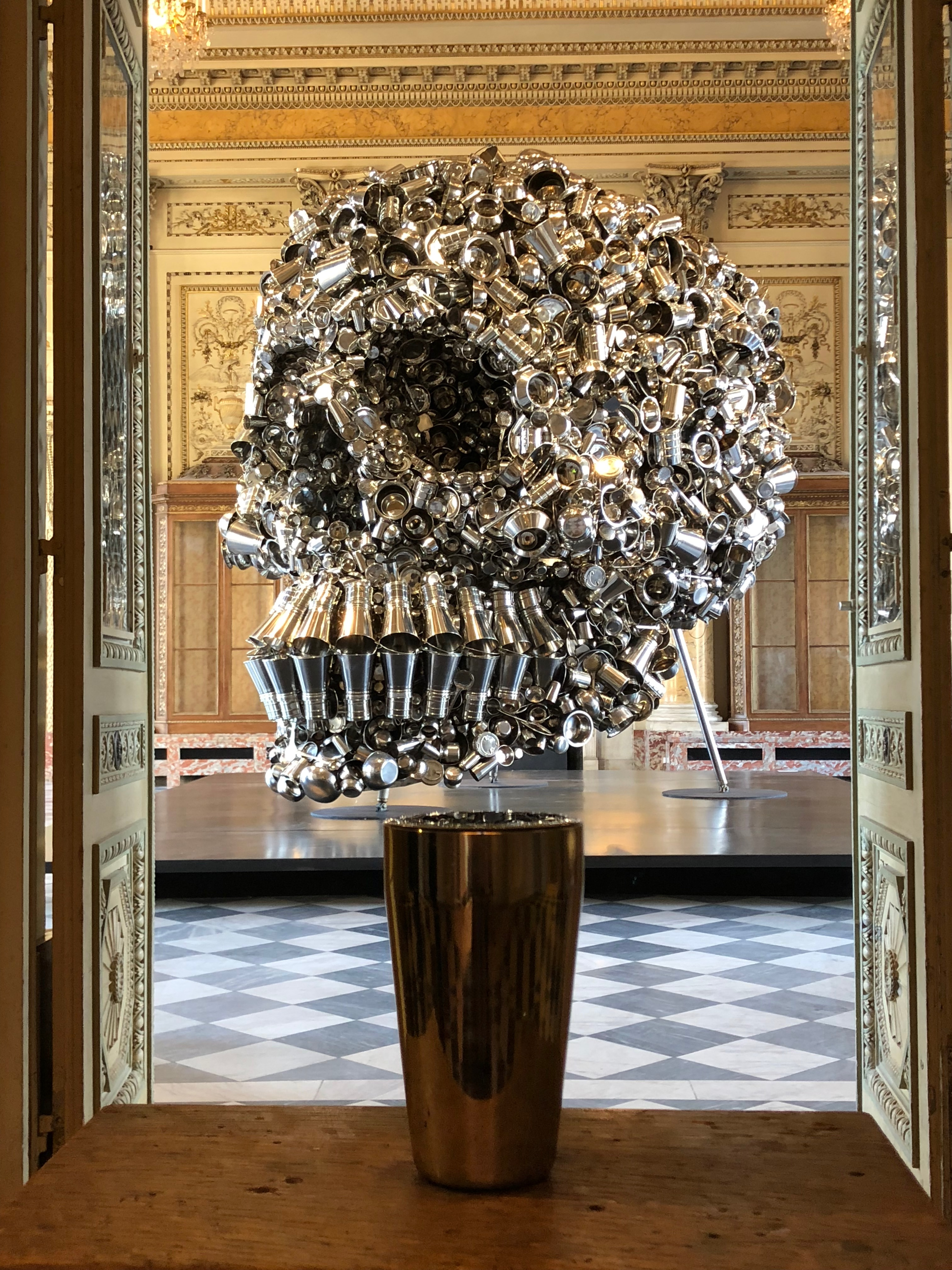
Very Hungry God, 2006